# أنيت دوبسون
أنيت دوبسون (بالإنجليزية: Annette Dobson)‏ هي إحصائية أسترالية، ولدت في 4 سبتمبر 1945.